# 2016년 카이코우라 지진
2016년 카이코우라 지진은 뉴질랜드 현지 시간으로 2016년 11월 14일 00시 02분경 뉴질랜드 남섬에서 발생한 지진이다. 이 지진의 규모는 7.5에서 7.8 정도로, 진앙지는 카이코우라에서 남서쪽으로 60km 떨어진 곳의 15km 지하 지점이다.
본 지진으로 인해 지금까지 최소 2명이 사망하였고, 상당수의 부상자가 나왔다. 존 키 뉴질랜드 총리는 카이코우라 지역의 도로에 지진으로 심각한 피해가 발생하였으며, 복구하는 데 수십억 뉴질랜드 달러가 소요될 것으로 보인다고 밝혔다.

## 같이 보기
- 2016년 지진